# Verwaltungsgemeinschaft Riechheimer Berg
De Verwaltungsgemeinschaft Riechheimer Berg is een gemeentelijk samenwerkingsverband van negen gemeenten in het landkreis Ilm-Kreis in de Duitse deelstaat Thüringen.
Tot 1 januari 2019 maakten Kirchheim en Rockhausen nog deel uit van het samenwerkingsverband. Op deze dag werd Kirchheim opgenomen in de gemeente Amt Wachsenburg, die ook de rol van de Verwaltungsgemeinschaft overnam voor Rockhausen. Het bestuurscentrum bevindt zich echter nog altijd in Kirchheim. 

## Deelnemende gemeenten
De volgende gemeenten maken deel uit van de Verwaltungsgemeinschaft:
- Alkersleben
- Bösleben-Wüllersleben
- Dornheim
- Elleben
- Elxleben
- Osthausen-Wülfershausen
- Witzleben

Alkersleben · Amt Wachsenburg · Angelroda · Arnstadt · Bösleben-Wüllersleben · Dornheim · Elgersburg · Elleben · Elxleben · Geratal · Großbreitenbach · Ilmenau · Martinroda · Osthausen-Wülfershausen · Plaue · Stadtilm · Witzleben